# Apiogaster femoralis
Apiogaster femoralis är en skalbaggsart som beskrevs av Hintz 1919. Apiogaster femoralis ingår i släktet Apiogaster och familjen långhorningar.
Artens utbredningsområde är Gabon. Inga underarter finns listade i Catalogue of Life.